# UCI Àsia Tour 2017
L'UCI Àsia Tour 2017 és la tretzena edició de l'UCI Àsia Tour, un dels cinc circuits continentals de ciclisme de la Unió Ciclista Internacional. Està format per 27 proves, organitzades del 22 d'octubre de 2016 al 7 d'octubre de 2017 a Àsia.

## Evolució del calendari

### Octubre 2016
| Data  | Cursa                              | País                | Cat. | Vencedor         | Equip           |
| ----- | ---------------------------------- | ------------------- | ---- | ---------------- | --------------- |
| 22-30 | Tour de Hainan                     | R.P. de la Xina     | 2.HC | Aleksei Lutsenko | Astana Pro Team |
| 25-28 | Sharjah International Cycling Tour | Emirats Àrabs Units | 2.1  | Adil Jelloul     | Sky Dive Dubai  |
| 29    | UAE Cup                            | Emirats Àrabs Units | 1.2  | Siarhei Papok    | Minsk CC        |

### Novembre 2016
| Data  | Cursa                                      | País            | Cat. | Vencedor        | Equip                        |
| ----- | ------------------------------------------ | --------------- | ---- | --------------- | ---------------------------- |
| 2     | Tour dels Aiguamolls costaners de Yancheng | R.P. de la Xina | 1.2  | Jakub Mareczko  | Wilier Triestina-Southeast   |
| 5-12  | Volta al llac Taihu                        | R.P. de la Xina | 2.1  | Leonardo Duque  | Delko-Marseille Provence KTM |
| 13    | Volta a Okinawa                            | Japó            | 1.2  | Nariyuki Masuda | Utsunomiya-Blitzen           |
| 16-20 | Tour de Fuzhou                             | R.P. de la Xina | 2.1  | Rahim Emami     | Pishgaman-Giant              |

### Gener
| Data | Cursa         | País                | Cat. | Vencedor      | Equip             |
| ---- | ------------- | ------------------- | ---- | ------------- | ----------------- |
| 31-4 | Tour de Dubai | Emirats Àrabs Units | 2.HC | Marcel Kittel | Quick-Step Floors |

### Febrer
| Data  | Cursa                                                 | País      | Cat. | Vencedor       | Equip                         |
| ----- | ----------------------------------------------------- | --------- | ---- | -------------- | ----------------------------- |
| 14-19 | Tour d'Oman                                           | Oman      | 2.HC | Ben Hermans    | BMC Racing Team               |
| 18-21 | Tour de les Filipines                                 | Filipines | 2.2  | Jai Crawford   | Kinan Cycling Team            |
| 22-1  | Tour de Langkawi                                      | Malàisia  | 2.HC | Ryan Gibbons   | Dimension Data                |
| 21    | Campionats d'Àsia de ciclisme - contrarellotge sub-23 | Bahrain   | CC   | Rei Onodera    | Equip nacional del Japó       |
| 21    | Campionats d'Àsia de ciclisme - contrarellotge        | Bahrain   | CC   | Dmitri Grúzdev | Equip nacional del Kazakhstan |

### Març
| Data  | Cursa                                                | País    | Cat. | Vencedor       | Equip                           |
| ----- | ---------------------------------------------------- | ------- | ---- | -------------- | ------------------------------- |
| 1     | Campionats d'Àsia de ciclisme - cursa en ruta sub-23 | Bahrain | CC   | Hayato Okamoto | Equip nacional del Japó         |
| 2     | Campionats d'Àsia de ciclisme - cursa en ruta        | Bahrain | CC   | Park Sang-hong | Equip nacional de Corea del Sud |
| 26-30 | Tour de Taïwan                                       | Taiwan  | 2.1  | Benjamí Prades | Team Ukyo                       |
| 31-2  | Tour de Tochigi                                      | Japó    | 2.2  | Benjamin Hill  | Attaque Team Gusto              |

### Abril
| Data  | Cursa             | País      | Cat. | Vencedor         | Equip              |
| ----- | ----------------- | --------- | ---- | ---------------- | ------------------ |
| 1-6   | Tour de Tailàndia | Tailàndia | 2.2  | Ievgueni Guiditx | Vino-Astana Motors |
| 13-16 | Tour de Lombok    | Indonèsia | 2.2  | Nathan Earle     | Team Ukyo          |

### Maig
| Data  | Cursa         | País | Cat. | Vencedor    | Equip     |
| ----- | ------------- | ---- | ---- | ----------- | --------- |
| 21-28 | Volta al Japó | Japó | 2.1  | Óscar Pujol | Team Ukyo |

### Juny
| Data  | Cursa          | País          | Cat. | Vencedor             | Equip              |
| ----- | -------------- | ------------- | ---- | -------------------- | ------------------ |
| 1-4   | Tour de Kumano | Japó          | 2.2  | José Vicente Toribio | Matrix-Powertag    |
| 14-18 | Tour de Corea  | Corea del Sud | 2.1  | Min Kyeong-ho        | Seoul Cycling Team |

### Juliol
| Data  | Cursa                 | País            | Cat. | Vencedor          | Equip              |
| ----- | --------------------- | --------------- | ---- | ----------------- | ------------------ |
| 14-19 | Tour de Flores        | Indonèsia       | 2.1  | Thomas Lebas      | Kinan Cycling Team |
| 16-29 | Tour del llac Qinghai | R.P. de la Xina | 2.HC | Yonathan Monsalve | Qinghai Tianyoude  |

### Agost
| Data  | Cursa           | País            | Cat. | Vencedor    | Equip              |
| ----- | --------------- | --------------- | ---- | ----------- | ------------------ |
| 25-27 | Tour de Xingtai | R.P. de la Xina | 2.2  | Jacob Rathe | Jelly Belly-Maxxis |

### Setembre
| Data  | Cursa              | País            | Cat. | Vencedor         | Equip                         |
| ----- | ------------------ | --------------- | ---- | ---------------- | ----------------------------- |
| 8-10  | Tour d'Hokkaido    | Japó            | 2.2  | Marcos García    | Kinan Cycling Team            |
| 10-17 | Volta a la Xina I  | R.P. de la Xina | 2.1  | Liam Bertazzo    | Wilier Triestina-Selle Italia |
| 18-22 | Tour de Moluques   | Indonèsia       | 2.2  | Marcus Culey     | St. George Continental        |
| 19-24 | Volta a la Xina II | R.P. de la Xina | 2.1  | Kevin Rivera     | Androni-Sidermec-Bottecchia   |
| 27-30 | Tour de l'Ijen     | Indonèsia       | 2.2  | Davide Rebellin  | Kuwait-Cartucho.es            |
| 30-1  | Tour d'Almati      | Kazakhstan      | 2.2  | Aleksei Lutsenko | Astana Pro Team               |

### Octubre
| Data  | Cursa               | País            | Cat. | Vencedor             | Equip                         |
| ----- | ------------------- | --------------- | ---- | -------------------- | ----------------------------- |
| 3-7   | Jelajah Malaysia    | Malàisia        | 2.2  | Brendon Davids       | Oliver's Real Food            |
| 8     | Hong Kong Challenge | Hong Kong       | 2.2  | Matej Mohorič        | UAE Team Emirates             |
| 8-13  | Tour de l'Iran      | Iran            | 2.1  | Rob Ruijgh           | Tarteletto-Isorex             |
| 10-17 | Volta al llac Taihu | R.P. de la Xina | 2.1  | Jakub Mareczko       | Wilier Triestina-Selle Italia |
| 17-21 | Tour de Selangor    | Malàisia        | 2.2  | Muhamad Zawawi Azman | Team Sapura Cycling           |
| 22    | Japan Cup           | Japó            | 1.HC | Marco Canola         | Nippo-Vini Fantini            |

### Proves anul·lades
| Data        | Prova                | País            | Cat. | Causa |
| ----------- | -------------------- | --------------- | ---- | ----- |
| 6 maig      | Tour d'Akhtau        | Kazakhstan      | 1.2  |       |
| 20-22 maig  | Tour de Quanzhou Bay | R.P. de la Xina | 2.2  |       |
| 1 juliol    | Tour d'Astana        | Kazakhstan      | 1.2  |       |
| 30 setembre | Tour de Ximkent      | Kazakhstan      | 1.2  |       |

## Classificacions
- Font: Classificacions finals

| #   | Ciclista                | Equip                         | Pts |
| 1.  | Mauricio Ortega (COL)   | RTS-Monton Racing             | 416 |
| 2.  | Aleksei Lutsenko (KAZ)  | Astana Team                   | 414 |
| 3.  | Jakub Mareczko (ITA)    | Wilier Triestina-Selle Italia | 390 |
| 4.  | Benjamí Prades (CAT)    | Team Ukyo                     | 365 |
| 5.  | Ievgueni Guiditx* (KAZ) | Astana Team                   | 352 |
| 6.  | Marco Canola (ITA)      | Nippo-Vini Fantini            | 287 |
| 7.  | Park Sang-hong (KOR)    | LX Cycling Team               | 282 |
| 8.  | Matej Mohorič (SVN)     | UAE Team Emirates             | 275 |
| 9.  | Marcel Kittel (GER)     | Quick-Step Floors             | 270 |
| 10. | Thomas Lebas (FRA)      | Kinan Cycling Team            | 270 |

| #   | Equip                         | País        | Pts    |
| 1.  | Team Ukyo                     | Japó        | 1374   |
| 2.  | Wilier Triestina-Selle Italia | Itàlia      | 1219   |
| 3.  | IsoWhey Sports SwissWellness  | Austràlia   | 807    |
| 4.  | Pishgaman Cycling Team        | Iran        | 769    |
| 5.  | Nippo-Vini Fantini            | Itàlia      | 700    |
| 6.  | Tabriz Shahrdari Team         | Iran        | 698    |
| 7.  | Kinan Cycling Team            | Japó        | 623    |
| 8.  | RTS-Monton Racing             | Xina Taipei | 521    |
| 9.  | Androni Giocattoli-Sidermec   | Itàlia      | 507,5  |
| 10. | Minsk CC                      | Belarús     | 485,25 |

| #   | País                | Pts  |
| 1.  | Kazakhstan          | 1547 |
| 2.  | Iran                | 1005 |
| 3.  | Japó                | 980  |
| 4.  | Corea del Sud       | 798  |
| 5.  | Hong Kong           | 576  |
| 6.  | R.P. de la Xina     | 479  |
| 7.  | Mongòlia            | 440  |
| 8.  | Emirats Àrabs Units | 227  |
| 9.  | Malàisia            | 192  |
| 10. | Uzbekistan          | 191  |

| #   | País            | Pts |
| 1.  | Kazakhstan      | 742 |
| 2.  | Japó            | 370 |
| 3.  | Corea del Sud   | 258 |
| 4.  | R.P. de la Xina | 248 |
| 5.  | Mongòlia        | 166 |
| 6.  | Hong Kong       | 94  |
| 7.  | Iran            | 66  |
| 8.  | Líban           | 139 |
| 9.  | Indonèsia       | 119 |
| 10. | Malàisia        | 109 |